# New Ulm (Minnesota)
New Ulm – amerykańskie miasto w hrabstwie Brown, w stanie Minnesota.

## Położenie
Miasto leży w trójkącie u zbiegu rzek Minnesota i Cottonwood w południowej części Minnesoty i zajmuje obszar 23,3 km². Znajdują się tu m.in. audytorium Minnesota Music Hall of Fame, pomnik Hermann Heights Monument, Martin Luther College, siedziba Flandrau State Park i browar August Schell Brewing Company.

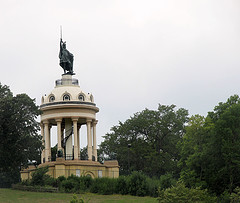
Hermann Heights Monument w New Ulm

## Historia
New Ulm założyli niemieccy imigranci w 1854 r., nadając mu nazwę pochodzącą od miasta Ulm w południowych Niemczech. 
Podczas powstania Santee w 1862 r. licząca wówczas ok. 900 mieszkańców osada została dwukrotnie zaatakowana przez mieszkających wcześniej w tej okolicy Dakotów Santee. Indiańscy wojownicy pod wodzą Taoyateduty (Małej Wrony) nie zdołali zdobyć osady. Dla ułatwienia obrony mieszkańcy spalili ok. 190 drewnianych budynków, a po odparciu drugiego ataku (przy wsparciu ze strony odsieczy pod wodzą płk. Charlesa E. Flandrau) czasowo ewakuowali się do pobliskiego Mankato. W obu starciach zginęło łącznie ok. 300-800 białych osadników.
Miasto uległo kolejnym zniszczeniom w 1881 r., kiedy w wyniku tornada zginęło tu 6 osób a 53 zostały ranne.
Podczas II wojny światowej w położonym na południe od miasta obozie (na terenie utworzonego później Parku Stanowego Flandrau) przetrzymywano niemieckich jeńców wojennych.
Począwszy od lat 40. XX wieku miasto reklamowało się jako amerykańska stolica polki, a w czerwcu odbywał się tam festiwal tego tańca. Stąd pochodził Whoopee John Wilfahrt, tu działała orkiestra Harolda Loeffelmachera Six Fat Dutchmen. Ostatnia parada odbyła się w 1970.